# Grégory Béranger
Grégory Béranger (Niça, 30 d'agost de 1981), és un exfutbolista professional francès que jugava com a defensa.

## Trajectòria esportiva
Béranger va néixer a Niça. Després de començar professionalment amb l'AS Cannes a les lligues inferiors es va traslladar a Espanya el 2005, jugant tres temporades a la Segona Divisió, dues d'elles amb el CD Numància. A la 2007–08, va ser un dels jugadors més utilitzats de l'equip de Sòria (37 partits, 3.313 minuts de joc) quan van tornar a La Liga després d'una absència de tres anys.
El 16 de maig de 2008, Béranger va fitxar pel RCD Espanyol que va pagar la seva clàusula de rescissió. Va debutar a la lliga el 30 d'agost, jugant tota la victòria a casa per 1-0 contra el Reial Valladolid. També va lluitar amb algunes lesions i, a finals de la temporada, va estar involucrat en un incident d'entrenament amb el seu company d'equip Carlos Kameni.
Béranger va tornar a la segona categoria espanyola després de 21 partits competitius a l'RCDE Stadium, cedit a la UD Las Palmas. El juliol de 2010, un mes abans dels 29 anys, va ser alliberat definitivament per l'Espanyol i va reprendre la seva carrera a la mateixa lliga amb CD Tenerife.
Després de retirar-se, Béranger va romandre a Espanya i va treballar com a entrenador juvenil al seu últim club, l'Elx CF.